# Asianidia tejedae
Asianidia tejedae är en insektsart som först beskrevs av Lindberg 1954.  Asianidia tejedae ingår i släktet Asianidia och familjen dvärgstritar. Inga underarter finns listade i Catalogue of Life.